# Pompo (mitologia)
Pompo (grec antic: Πόμπω) va ser, segons la llegenda llatina hel·lenitzada, una filla de Numa Pompili, el segon rei de Roma.
És considerada l'avantpassada de la Gens Pompònia. Per altra banda, una tradició explicava que el pare de Numa Pompili era Pompili Pompó.